# Anne K. Black
Anne K. Black ist eine US-amerikanische Szenenbildnerin, Drehbuchautorin, Filmregisseurin und Filmproduzentin.

## Leben
Black ist seit 2002 als Szenenbildnerin tätig, begann aber bereits ab 2003 Drehbücher zu verfassen und die Produktion des Kurzfilms The Snell Show zu übernehmen. Ihr Fokus bildet das Fantasyfilm-Genre, da Fantasy laut ihrer eigenen Aussagen eine großartige Plattform für Metapher, Romantik und Abenteuer bietet. Sie hat außerdem Spaß, an Helden, Magie und unschlagbare Chancen. Sie versucht das Publikum in diese neuen Welten zu entführen, um sie vom Alltag abzulenken. Sie verfasste das Drehbuch für die Filme Orcs – Sie kommen, um uns alle zu töten, Paladin – Der Drachenjäger und Paladin – Die Krone des Königs, wo sie außerdem für die Regie zuständig war. Sie war für das Drehbuch und die Regie von zwei Filmen der Mythica-Reihe, Mythica – Weg der Gefährten und Mythica – Die Ruinen von Mondiatha verantwortlich. Seit 2018 wirkt sie an der Fernsehserie Random Acts als Szenenbildnerin und Regisseurin mit.

## Filmografie

### Szenenbild
- 2002: Out of Step
- 2003: The Snell Show (Kurzfilm)
- 2003: The Ivy Exchange (Kurzfilm)
- 2003: Pride and Prejudice
- 2003: The R.M.
- 2004: Baptists at Our Barbecue
- 2006: Pirates of the Great Salt Lake
- 2006: Church Ball
- 2007: American Fork
- 2007: Believe
- 2007: Moving McAllister
- 2007: Bagboy
- 2007: The Singles 2nd Ward
- 2011: Vamp U
- 2011: Orcs – Sie kommen, um uns alle zu töten (Orcs!)
- 2012: Osombie
- 2013: Schattenkrieger – The Shadow Cabal (SAGA – Curse of the Shadow)
- 2013: Orc Wars (Dragonfyre)
- 2015: Once I Was a Beehive
- 2015: Dragon Warriors
- seit 2018: Random Acts (Fernsehserie)

### Drehbuch
- 2003: Pride and Prejudice
- 2011: Age of the Dragons
- 2011: Orcs – Sie kommen, um uns alle zu töten (Orcs!)
- 2011: Paladin – Der Drachenjäger (Dawn of the Dragonslayer)
- 2013: Paladin – Die Krone des Königs (The Crown and the Dragon)
- 2014: Mythica – Weg der Gefährten (Mythica: A Quest for Heroes)
- 2015: Mythica – Die Ruinen von Mondiatha (Mythica: The Darkspore)

### Regie
- 2011: Paladin – Der Drachenjäger (Dawn of the Dragonslayer)
- 2013: Paladin – Die Krone des Königs (The Crown and the Dragon)
- 2014: Mythica – Weg der Gefährten (Mythica: A Quest for Heroes)
- 2015: Mythica – Die Ruinen von Mondiatha (Mythica: The Darkspore)
- 2020: Random Acts (Fernsehserie, 3 Episoden)

### Produktion
- 2003: The Snell Show (Kurzfilm)
- 2011: Orcs – Sie kommen, um uns alle zu töten (Orcs!)